# Carauari (ort)
Carauari är en ort i delstaten Amazonas i nordvästra Brasilien. Den är centralort i en kommun med samma namn, och folkmängden uppgick till cirka 20 000 invånare vid folkräkningen 2010. Orten har en flygplats.